# Stanisław Burzyński (biochemik)
Stanisław Rajmund Burzyński (ur. 23 stycznia 1943 w Lublinie) – polski doktor nauk medycznych oraz biochemik mieszkający na stałe w USA. Były profesor Baylor College of Medicine. 

## Życiorys
W 1967 roku ukończył z wyróżnieniem Akademię Medyczną w Lublinie. Rok później, w wieku 25 lat, uzyskał na tej samej uczelni stopień doktora nauk medycznych, jako jeden z najmłodszych naukowców w Polsce. W roku 1970 wyjechał do USA i został asystentem w Baylor College of Medicine w Houston w Teksasie. Po dwóch latach objął stanowisko assistant profesor na tej samej uczelni, a w roku 1973 uzyskał pozwolenie na wykonywanie zawodu lekarza w USA. W roku 1977 opuścił uczelnię i otworzył w Houston Burzynski Clinic (klinikę Burzyńskiego), a w 1984 roku Burzynski Research Institute.
Od lat 70. XX wieku postuluje właściwości antynowotworowe tzw. antyneoplastonów (grupy peptydów, ich pochodnych oraz ich mieszanin), na bazie których stworzył preparaty i terapie. Założyciel i dyrektor kliniki Burzynski Clinic oraz Burzynski Research Institute w Houston i Stafford w Teksasie, których działalność związana jest z antyneoplastonami. Do roku 2013 antyneoplastony nie zostały dopuszczone przez FDA do leczenia jakiejkolwiek choroby, dopuściła jednak badania kliniczne antyneoplastonów w klinice Burzyńskiego. Według dr Andrew Vickersa z Memorial Sloan Kettering Cancer Center, jak dotąd jedyne istniejące badanie preparatów Burzyńskiego, które spełniało minimalne wymogi metodologiczne, sugerowało ich nieskuteczność. Latem 2012 roku przyjmowanie do badań nowych pacjentów pediatrycznych zostało wstrzymane przez FDA w związku ze śmiercią jednego z dzieci.
Jest autorem i współautorem łącznie ok. 80 publikacji naukowych i komunikatów konferencyjnych, a także autorem 242 patentów zarejestrowanych w 35 krajach w tym 27 patentów amerykańskich. Współpracował z National Cancer Institute, Imperial College London, Uniwersytetem Turyńskim, Japońskim Uniwersytetem Kurume i in. Jest członkiem m.in. Amerykańskiego i Światowego Towarzystwa Medycznego, Amerykańskiego Stowarzyszenia na rzecz Badań nad Rakiem, Amerykańskiego Towarzystwa Badań nad Układem Nerwowym (Society for Neuroscience), Teksańskiego Towarzystwa Medycznego, Stowarzyszenia na rzecz Neuroonkologii i in.
Jest żonaty z Barbarą Sadlej, z którą ma troje dzieci: Monikę, Kingę i Gregory'ego.